# Propulsión eléctrica solar

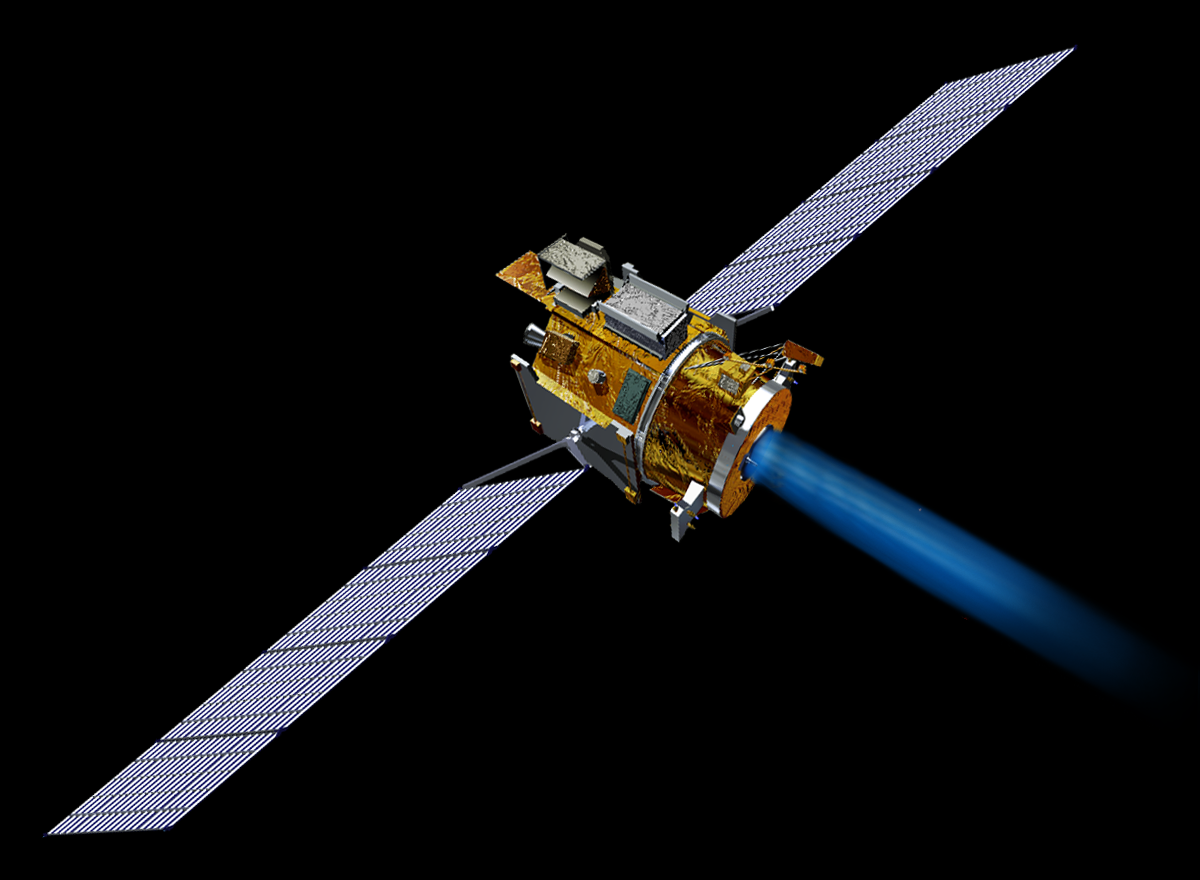
Vista artística de Deep Space 1, que muestra los paneles solares y el motor de iones (con escape azul), aspectos principales de este diseño eléctrico solar. La energía solar también puede almacenarse temporalmente en baterías químicas dentro del autobús de la nave espacial

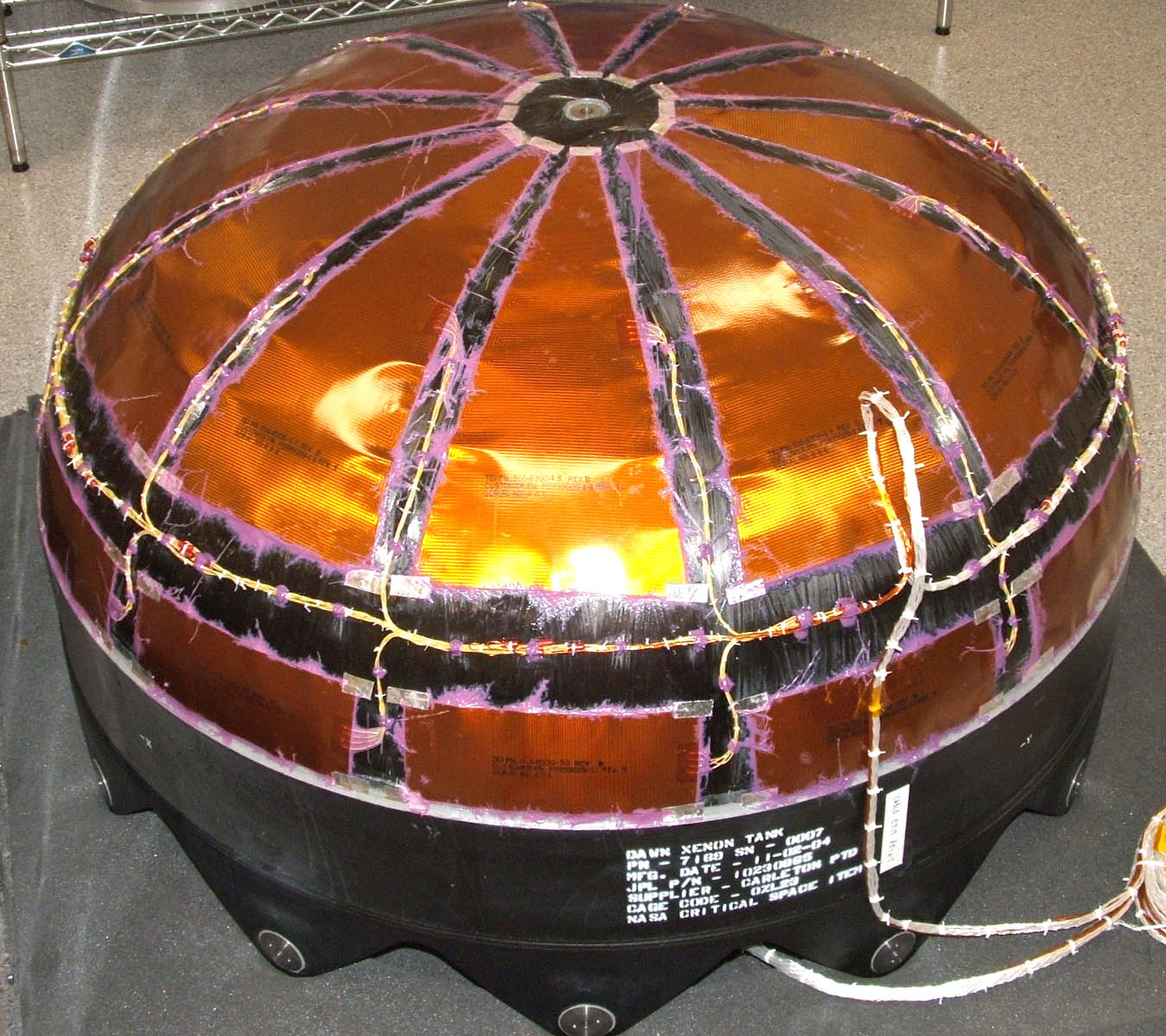
El tanque de xenón de la nave espacial Dawn antes de la integración con la nave espacial. El xenón fue el propulsor del impulso de iones de energía solar de la nave espacial que orbitaría dos asteroides diferentes a principios del siglo XXI.

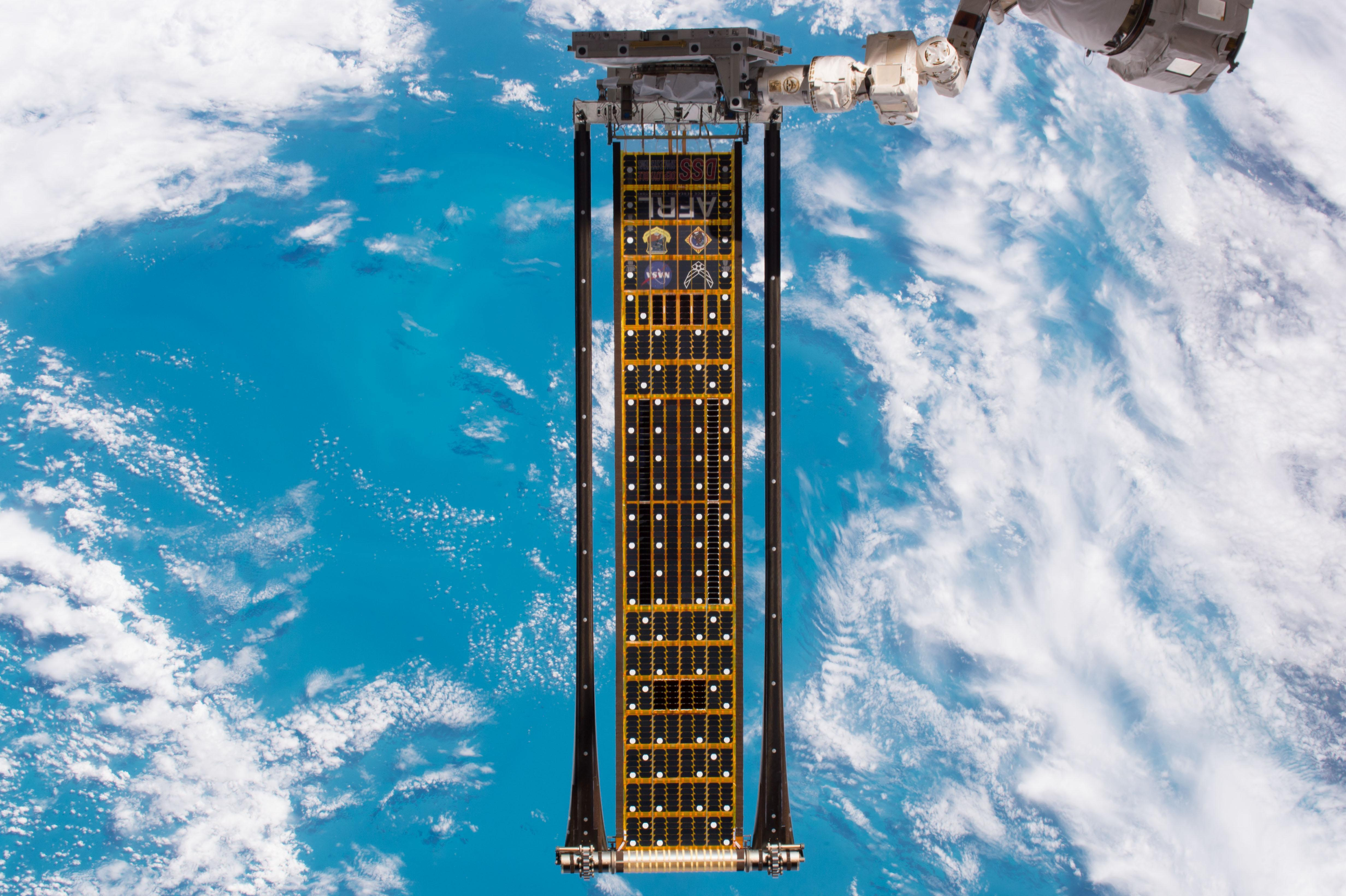
Panel solar desplegable probado en órbita terrestre en la Estación Espacial Internacional (ISS), 2017.

La propulsión eléctrica solar (SEP) se basa en la combinación de células fotoeléctricas y propulsores eléctricos para propulsar una nave espacial a través del espacio.
Esta tecnología se ha explorado en varias misiones espaciales de la Agencia Espacial Europea (ESA), la Agencia Espacial Japonesa (JAXA), la Agencia Espacial India (ISRO) y la Agencia Espacial Estadounidense (NASA). SEP tiene un impulso en particular significativamente alto que los cohetes químicos normales, por lo que se necesita una masa propulsora más baja para lograr el lanzamiento de una nave espacial y uso en misiones a Marte.

## Descripción general
Este tipo de propulsión combina el uso de paneles solares en naves espaciales y uno o más propulsores eléctricos, utilizados en tándem. Existen gran cantidad de tipos diferentes de propulsores eléctricos, siendo uno de ellos el propulsor iónico, un término que a menudo se usa incorrectamente para describir todos los tipos de propulsores eléctricos.
Es posible generar electricidad a partir del Sol, sin necesidad de utilizar paneles fotovoltaicos, como con concentradores solares y un motor Stirling.
En la década de 2010 se estudió un sistema de propulsión de electricidad solar de 50 kilovatios para una misión hacia un asteroide. En febrero de 2012, NASA adjudicó un contrato para un sistema de vuelo de propulsión eléctrico solar.
Un ejemplo de trabajo sobre este tipo de tecnología es el Sistema Avanzado de Propulsión Eléctrica (AEPS).
El motor de iones NASA Solar Technology Application Readiness (NSTAR) se utilizó con paneles solares fotovoltaicos, se probó en la misión Deep Space 1 junto con los Solar Concentrator Arrays (lanzados en 1998 como parte del Programa Nuevo Milenio).
El SEP ha sido estudiado en la perspectiva de su uso en misiones de riesgo a Marte. En particular, el alto impulso específico de los motores iónicos podría reducir la masa total y evitar tener que utilizar la tecnología nuclear para obtener energía cuando se combina con paneles solares. Un estudio de 1998 de un sistema SEP para una misión humana sugiere que una nave espacial adecuada para transportar humanos necesitaría 600-800 kilovatios de energía eléctrica junto con motores de iones con un pulso específico de 2000-2500 segundos.

## Ejemplos de misiones
- Misión BepiColombo (ESA, JAXA) a Mercurio - Lanzado[8]
- Misión Dawn (NASA) - Asteroides Vesta y Ceres - Finalizado[9]
- Misión Deep Space 1 (NASA) - Asteroide Braille y cometa Borrelly - Finalizado[10]
- Misión de reconocimiento militar EMISAT (ISRO) - Lanzado
- Misión Hayabusa (JAXA) - Asteroide Itokawa - Finalizado[11]
- Misión Hayabusa 2 (JAXA) - Asteroide Ryugu - Misión principal finalizada[12]/Misión extendida en curso[13]
- Estación Espacial Lunar Gateway (NASA, JAXA, ESA, CSA) - En construcción[14]
- Misión Psyche (NASA) - Asteroide Psyche - En construcción[15]

## Tecnologías de propulsión eléctrica
- Cohete Resistojet
- Propulsor de iones
  - Propulsor eléctrico de alta potencia
- Propulsor de plasma pulsado
- Propulsor de efecto Hall
- Propulsor magnetoplasmadinámico
- Propulsor electrotérmico de microondas
- Propulsión eléctrica de emisión de campo
- Motor de magnetoplasma de impulso específico variable (VASIMR)